# سیارک ۱۴۶۹۸
سیارک ۱۴۶۹۸ (به انگلیسی: 14698 Scottyoung، نامگذاری:2000AT230) چهارده هزار و ششصد و نود و هشتمین سیارک کشف شده‌است که در ۳ ژانویه ۲۰۰۰ کشف شد.
قدر مطلق سیارک برابر ۱۴.۱ است.